# Święta Zofia

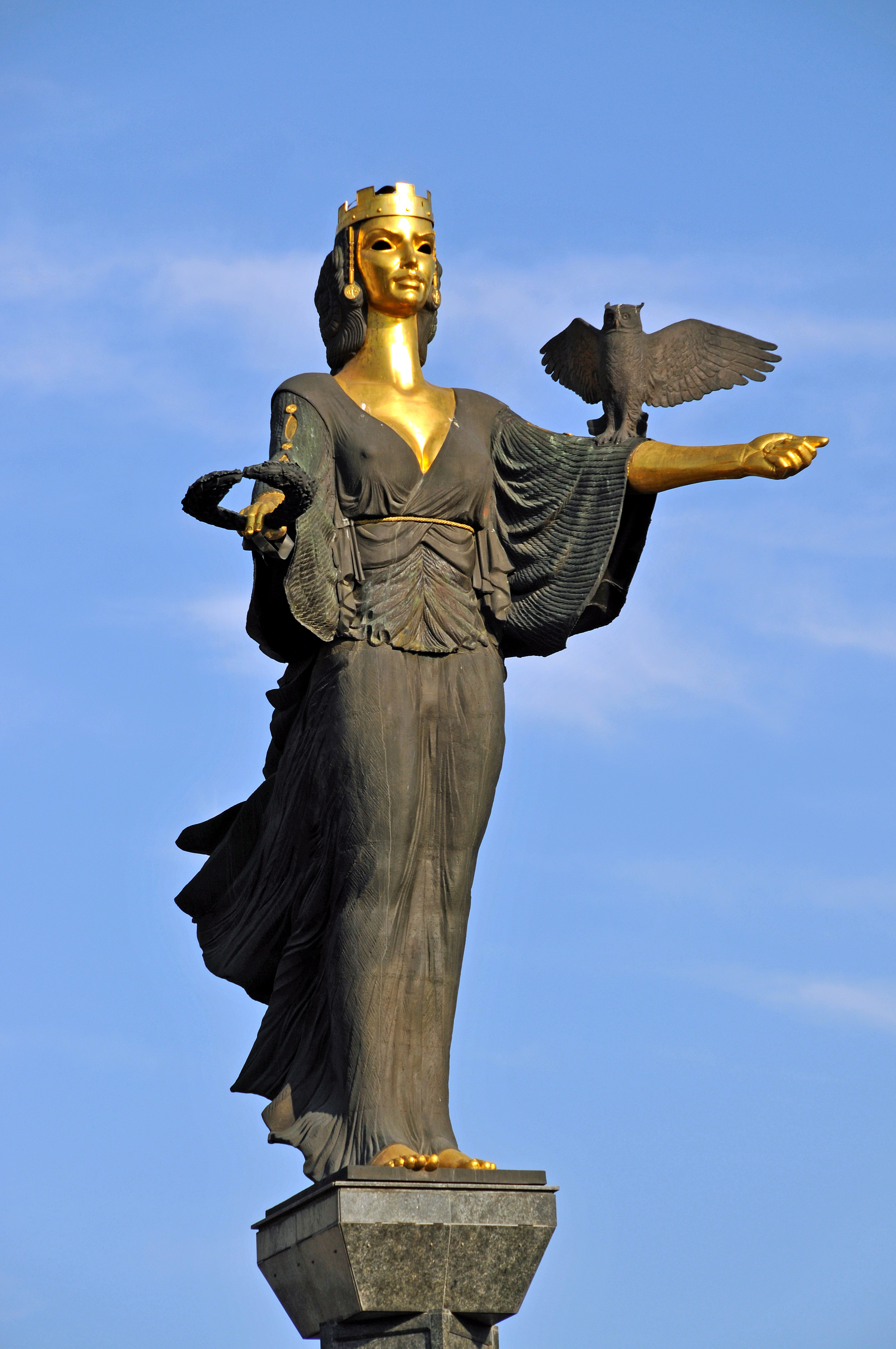
Kolumna św. Zofii w Sofii, 2000 (2012)

Święta Zofia, również: Zofia Rzymska, Zofia z Rzymu lub Zofia z Mediolanu, cs. Muczenica Sofija Rimskaja  – męczennica chrześcijańska, święta Kościoła katolickiego, prawosławnego, ormiańskiego, koptyjskiego, syryjskiego, jedna z najbardziej znanych świętych chrześcijańskich. Według pochodzących z VII i VIII wieku żywotów świętych żyła w Rzymie w II w., w czasach cesarza Hadriana (76-138) i miała zginąć śmiercią męczeńską, co jest wątpliwe z uwagi na utożsamianie jej z męczennicą o tym samym imieniu o której świadczą dwa itineraria z VII w. oraz życiorys Hadriana I (zm. 795). Być może chodziło o dwie matki z córkami, przy czym w drugim wypadku córek nie nazwano po imieniu.

## Życiorys
Według różnych źródeł żyła w II lub na przełomie II-III wieku.
Święta Zofia była pobożną wdową, tak też wychowywała swoje córki, noszące imiona trzech cnót chrześcijańskich: Pistis, Elpis i Agape (Wiara, Nadzieja i Miłość). Gdy odmówiła złożenia ofiary bogini Dianie, jej nieletnie córki poddano mękom na jej oczach. Nie załamało to matki, która zachęcała je do wytrwania. Po śmierci córek (według wielu wersji ściętych mieczem) św. Zofia, pozostawiona przy życiu (ze względu na swoje męstwo, bądź dlatego, by cierpiała po stracie dzieci) zmarła z rozpaczy na ich grobie. Inne źródła podają, że wraz z córkami poniosła śmierć męczeńską. Jako miejsce tych zdarzeń podawany jest Rzym lub Mediolan.

## Kult
Relikwie św. Zofii znajdują się w Rzymie, w kościele św. Sylwestra in Capite.
W ikonografii święta przedstawiana jest najczęściej wraz z córkami. Indywidualne wyobrażenia św. Zofii są rzadkie. Ma na nich krzyż w prawej dłoni i zwinięty zwój w lewej.
Wspomnienie liturgiczne w Kościele katolickim obchodzone jest 1 sierpnia (w grupie) i indywidualnie 30 września.
Cerkiew prawosławna uznaje św. Zofię za męczennicę zm. ok. 137, a jej wspomnienie przypada na 17/30 września, tj. 30 września według kalendarza gregoriańskiego.
W tym samym dniu wspomina się jej córki: Wiarę, Nadzieję i Miłość. Ich imiona są szczególnie popularne w Rosji (Wiera, Nadieżda i Lubow) i Bułgarii (Wiara, Nadeżda i Lubow) oraz w krajach anglosaskich (Faith, Hope i Charity). W Polsce nadawane jest głównie imię Nadzieja.